# Mayflower

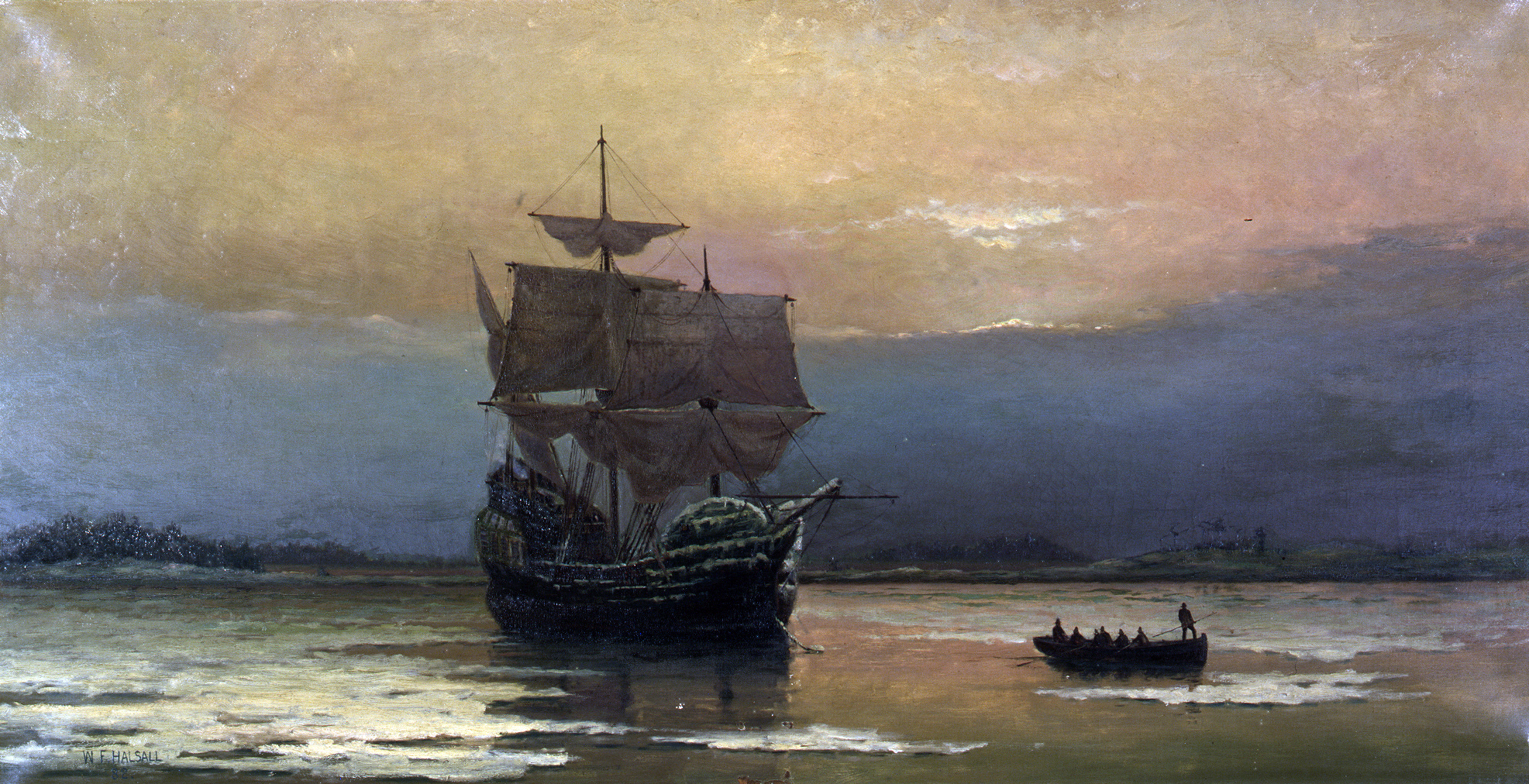
Mayflower na Baía de Plymouth por William Halsall (1882)

Mayflower (em português:  "flor de maio") foi o famoso navio que, em 1620, transportou os chamados Peregrinos, do porto de Southampton, Inglaterra, para o Novo Mundo.
Devido a uma série de problemas no navio, os peregrinos viram-se obrigados a regressar duas vezes, pouco depois de zarpar, para o consertar. A viagem seria feita em dois navios: o Mayflower e o Speedwell, mas problemas de vedação no casco do último impediram a sua partida. Por causa disso, 20 passageiros desistiram da viagem. Os outros foram todos juntos no Mayflower. Numa terceira tentativa, saíram de Southampton a 6 de setembro e, finalmente, a 11 de novembro, o Mayflower chegou a Plymouth, no Cabo Cod, atual estado do Massachusetts.
O navio transportava 102 passageiros, na sua maioria puritanos separatistas, que procuravam liberdade religiosa, longe do poder hegemónico da Igreja Anglicana Inglesa.
Os Peregrinos do Mayflower foram um dos primeiros povos colonos a se estabelecer nas terras do que seriam os futuros Estados Unidos da América. Fundaram aí a cidade de Plymouth, que se tornaria a capital da Colónia de Plymouth.

## História
O Mayflower servira anteriormente como cargueiro, no comércio de mercadorias (sobretudo vinho), entre a Inglaterra e outros estados europeus, principalmente a França, mas também Noruega, Alemanha e Espanha.
Baseado em Rotherhithe, Londres, o navio foi comandado por Christopher Jones, pelo menos entre 1609 e 1622 - inclusive durante a famosa viagem transatlântica, após a qual retornou à Inglaterra.  Em 1623, um ano após a morte de Jones, em março de 1622, o Mayflower foi quase todo desmantelado em Rotherhithe, e sua madeira foi usada como material de construção.

## Dimensões
Os detalhes a respeito das dimensões da nave são desconhecidos, mas estimaram-se a partir do total da carga e pela forma dos barcos mercantes de 180 ton, que no período tinham entre 90 e 110 pés de comprimento e cerca de 25 pés de largura. O termo ton é utilizado para medir a carga do navio, e deriva da palavra inglesa tum, um barril grande que se usava para transportar vinho.
Um grupo de pesquisadores fez o desenho de uma réplica, o Mayflower II, que foi lançado a 22 de setembro de 1956.

## Viagem para a América

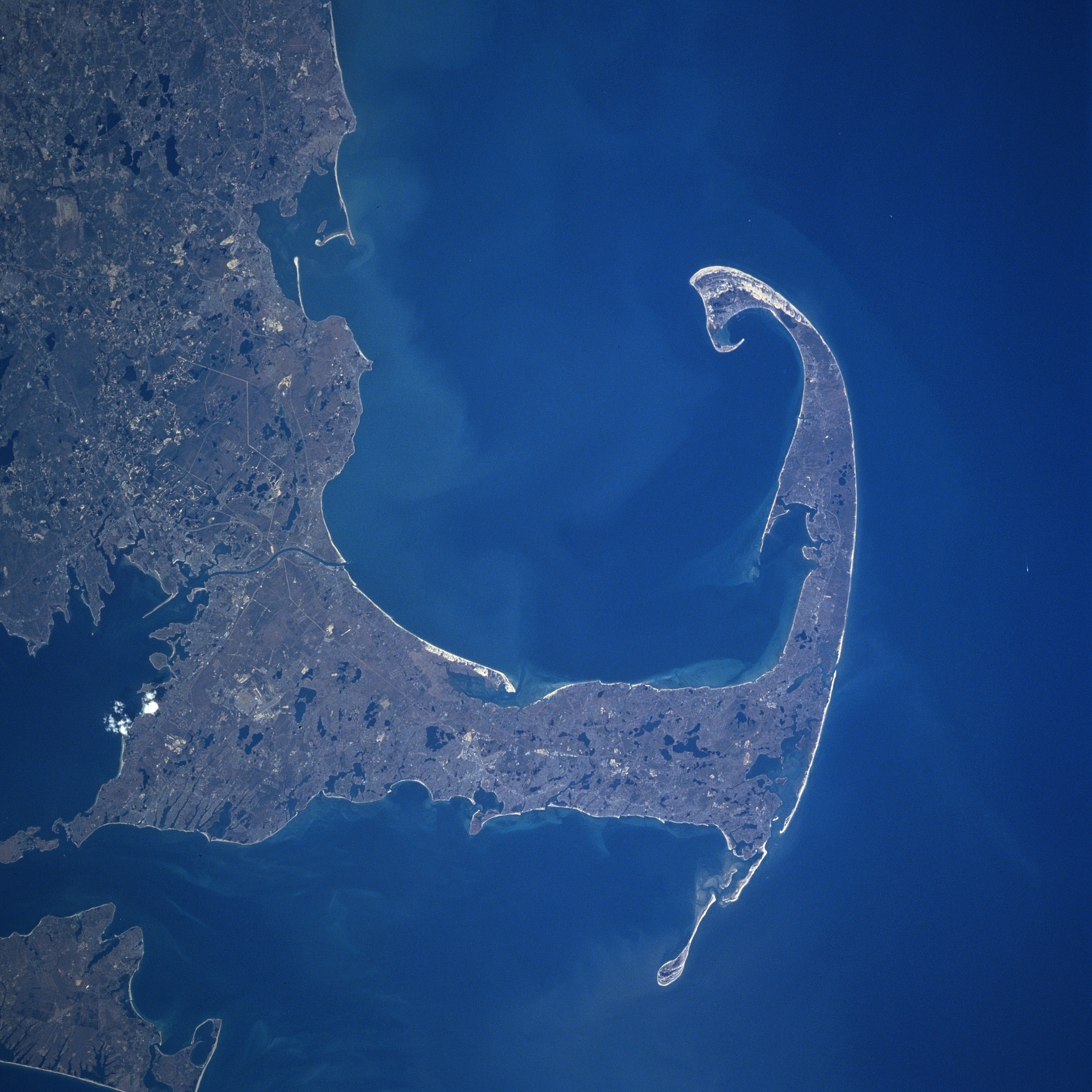
O Mayflower aportou no interior do Cabo Cod a 11 de novembro de 1620

A rota inicial foi idealizada para ser realizada por dois barcos, juntamente com o Speedwell. A primeira viagem partiu de Southampton, Inglaterra a 5 de agosto de 1620, mas o Speedwell teve um furo e teve de ser consertado em Dartmouth. Numa segunda tentativa, o barco atingiu o Oceano Atlântico, mas uma vez mais viu-se forçado a regressar. Após reorganização de planos a viagem definitiva fez-se apenas no Mayflower.
Com 102 passageiros a bordo, mais a tripulação (cerca de 30 pessoas), cada família serviu-se de um espaço bastante pequeno com os seus pertences. A viga de suporte principal da nave rompeu-se num ponto e foi consertada utilizando uma barra de aço. O Mayflower chegou a Renwes, no sul da orla da Península de Avalon em Newfoundland, onde recolheram água e provisões das famílias pesqueiras locais antes de navegar no Cabo Cod. Tentaram aproximar-se do rio Hudson, mas viram-se forçados a mudar de curso devido ao mau clima. Como resultado do atraso, os peregrinos não chegaram ao seu destino antes do Inverno.
Antes de desembarcar, os peregrinos escreveram e assinaram o Pacto do Mayflower. Estes não conseguiram chegar à Virgínia, onde tinham permissão de terras. A 5 de abril de 1621 o Mayflower partiu da colônia de Plymouth no Massachusetts, regressando a Inglaterra a 6 de maio de 1621.